# Siw Ryde-Höckert
Siw Ryde-Höckert, född 1945, är en finländsk organist. Hon är dotter till Lars Ryde. 
Ryde Höckert avlade 1972 diplomexamen i orgelspel vid Sibelius-Akademin och verkar sedan 1976 som lärare vid Pedagogiska fakulteten i Vasa. Hon har framträtt med orgelkonserter i Finland, Sverige, Norge och Danmark.